# Ružičasti bušin
Ružičasti bušin (babja šumica, crveni bušin, obični bušin, rusulam lat. Cistus creticus subsp. creticus, sin. Cistus villosus), podvrsta kretskog bušina  (Cistus creticus). Rasprostranjen je po Mediteranu: Sardinija, Malta, Sicilija, Italija, Albanija, Grčka, Kreta, Egejski otoci, Rodos, europski dio Turske, Anatolija, Cipar, Libanon, Sirija, Izrael, Jordan, a introducirana je i u Kaliforniji.
U Hrvatskoj ga ima u priobalju i na otocima uz jadransku obalu, među ostalim Kaprije kod Šibenika, ili na splitskom Marjanu, sastavni je dio kamenjara i makije. To je zimzeleni grm visine do 1 metra, s uspravnim i gustim granama, te ružičastim cvjetovima. Sličan mu je ljepivi bušin, Cistus monspeliensis, ali on ima bijele cvjetove.

## Ljekovitost i jestivost
Ljekovita je biljka koja kao i ostali bušini na ozlijeđenom mjestu izlučuju laudanum, a služila je u prevenciji gljivičnih i bakterijskih bolesti, a danas se koristi u parfemima, medicinskim kremama i tekućinama za liječenje kožnih bolesti.PO nekim novijim istraživanjima mogla bi se korisititi i za liječenje lajm borelioze.Od listova se može prirediti čaj,smola se može koristiti za aromatiziranje hrane i pića.

## Vanjske poveznice
- Cistus creticus pfaf.org